# Bobina d'encesa

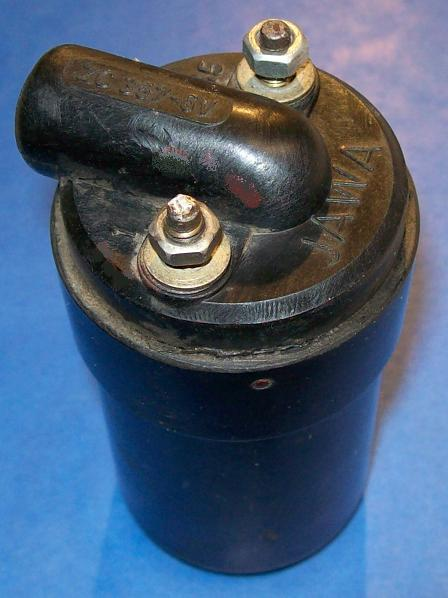
bobina de moto d'1 cilindre

La bobina d'encesa és un dispositiu d'inducció electromagnètica o inductor, que forma part de l'encesa del motor de combustió interna alternatiu que compleix amb la funció d'elevar el voltatge de la bateria del vehicle (de 6, 12 o 24 V, segons els casos) a un valor unes 1000 vegades més gran a fi d'aconseguir un arc elèctric en la bugia, en forma de guspira o espurna que permet la inflamació de la barreja aire/combustible comprimida dins la cambra de combustió.

## Descripció
La bobina es pot considerar com un transformador de corrent elèctric. a l'enrotllament primari hi arriba corrent de bateria i surten de l'enrotllament secundari milers de volts. Consta un nucli ferromagnètic.amb dos bobinats, un primari i un secundari, amb una relació d'espires d'1 a 1000 aproximadament, amb grossors inversament proporcionals a aquestes longituds. Té dues connexions per al primari: una d'alimentació positiva des del contacte d'encesa del motor, i una altra des del negatiu al dispositiu d'interrupció cíclica del primari. El secundari té una connexió a massa, i una altra de sortida d'alta tensió cap al distribuïdor i d'allà cap a les bugies del motor o si escau directament cap a la bugia, com és el cas de les motos o el 2CV.

Diagrama del sistema d'encesa de guspira perduda del Citroën 2CV

## Funcionament

Sistema d'encesa clàssic per platins (ruptor) i distribuïdor, d'un motor de 4 cilindres

La connexió/desconnexió cíclica del primari està sincronitzada amb el gir del cigûenyal, una vegada cada gir en els motors de dos temps (2T) o una cada dos girs en els motors de quatre temps (4T). Tanmateix, existeixen sistemes de 4T en motors de més d'un cilindre, amb espurna en cada revolució (Sistema d'espurna perduda o DIS).
Cal saber que encara que en els cotxes actuals (2017) la interrupció que genera la guspira es fa amb sensors electrònics (optoelectrònics o electromagnètics), fins no fa molt es feia d'una forma mecànica mitjançant el ruptor que obria i tancava els platins., però que feia necessària una posada a punt cada cert temps per raó del desgast de la parella platins/lleva del distribuïdor.